# Gebika
Gebika (kasno 4. st. - 407.), bio je kralj Burgunda (Drugo Burgundsko Kraljevstvo). U izvorima ga se spominje pod imenoma Gebicca, Gifica, Gibica, Gebicar, Gibicho, Gippic). Nordijska mitologija ga zove imenom  Gjúki. Neki pretpostavljaju da su Burgundi za njegove vlasti otišli iz svoje druge u dolini rijeke Visle na područje Galije.
Imao je sinove Gundahara, Gizelhera i Gundomara.
U staroengleskoj poemi Widsith kao Gifica i kao Gjúki u eddskoj poemi Atlakviði. Spominje se u Mlađoj Eddi kao otac Gunnara i Hognija te kćeri Gudrun. U Guðrúnarkviði se kćer Gudrun zove Gullrond. 